# Borsodi Hőerőmű
A Borsodi Hőerőmű (névváltozatok: Berentei Hőerőmű, Borsodi Hőerőmű Vállalat, Borsodi Energetikai Kft., AES Borsodi Energetikai Kft.) egy bezárt hőerőmű Berentén 200 MW beépített teljesítménnyel. Az 1950-es évek Magyarországának egyik legnagyobb széntüzelésű hőerőműve volt. Működését 2011-ben fejezte be, 2014 óta bontás alatt áll.

## Története

### Előzmények
A Borsodi Szénbányák Rt. hőerőműve – az úgynevezett Kiserőmű – 1924-ben már üzemelt Barcikán. Az 5,4 MW-os erőműben három kazán és három turbina működött, főleg a környező bányákat szolgálta ki, de egy 96 km-es, 35 kV-os távvezetéken keresztül energiát szolgáltatott Eger számára is. Ez az erőmű 1957-ig folyamatosan, 1962-ig mint csúcserőmű működött. Egy évig az akkor még új Borsodi Hőerőmű melegtartaléka volt, ezután áramszolgálatóként teljesen megszűnt. A barcikai Kiserőmű személyzete a Borsodi Hőerőműben kapott munkát.

### Építése
Az erőmű a Sajó-völgyi iparfejlesztés keretében, az első ötéves terv utasításai alapján jött létre. 1951-ben Berente község alsó határánál, a Sajó melletti Malomároknál, egy az 1950-es évekig beépítetlen mezőgazdasági területen kezdődött meg az építése. 1954-ben Berentét az ekkor várossá alakuló Kazincbarcikához csatolták, ezzel a terület is a város része lett. Ennek ellenére az erőművet gyakran továbbra is Berentei Hőerőmű néven említették még az után is, hogy annak neve hivatalosan megváltozott. Az erőmű vezető tervezője, az elismert vasbeton-konstruktőr, Mátrai (Gottwald) Gyula volt. A homlokzatok építészeti megformálása Árkay Bertalan nevéhez fűződik.
Az erőmű építésében, felszerelésében egészen 1957-ig több NDK-s cég is részt vett.  A jelentősebb magyar vállalatok közül a Láng Gépgyár, a Ganz Villamossági Gyár, az Április 4. Gépgyár, a 31. sz. Építőipari Vállalat, a Villanyszerelő Ipari Vállalat és a Villamos Erőmű Tervező Vállalat vett részt az építésben.
1952. október 1-én megalakult a Borsodi Hőerőmű Vállalat. Az első generátor párhuzamos kapcsolására 1955. február 11-én került sor. Az 1955-ös esztendőben még kettő, az 1956-os évben további három blokk lépett üzembe. Az induló erőmű teljesítménye 194 MW, a hazai villamosenergia-teljesítőképességének a 20%-a volt. Ekkor ez volt az ország legnagyobb erőműve. A próbaüzemeket követően a beruházás befejezése 1959-ben, hivatalos átadása 1962-ben történt meg.
A Borsodi Vegyi Kombinát PVC gyártásának fejlesztési programjai, illetve Kazincbarcika város távfűtési hőigényének növekedése miatt az 1960-as években jelentős átalakításokra került sor. Az évtized közepén fűtőközpontot létesítettek, a kondenzációs turbinák egy részét átalakították, fűtőturbinákat építettek be és jelentősen megváltozott a vízelőkészítés is.
Az erőmű dolgozói létszáma a rendszerváltoztatás előtti időszakban meghaladta az ezer főt.
Az erőművet 1991-ben a Tiszai Erőmű Rt.-hez csatolták. 1993 decemberétől a mellette lévő szénosztályozóval és Lyukóbányával együtt önálló gazdasági egységként, Borsodi Energetikai Kft. néven folytatta működését. 1996-ban a Borsodi Energetikai Kft. egy amerikai energiaszolgáltató társaság, az AES Corporation tulajdonába került. 2000-ben a Tiszapalkonyai Hőerőmű beolvadt a Borsodi Energetikai Kft.-be, ettől az időponttól megnevezése AES Borsodi Energetikai Kft.-re változott.
Az AES Borsodi Energetikai Kft. 2002-ben a régióbeli erdészetekkel 10 éves szerződést kötött évi 270 ezer tonna bükk és tölgy megvásárlására. Ez a mennyiség két kazán fűtéséhez volt elegendő. Az erőmű 2002 és 2003 között két szénpor tüzelésű kazánt biomassza tüzelésre állított át. A tüzelőanyag többségében farönk, apríték, fűrészpor volt, de lehetőség volt a mezőgazdaságban keletkező melléktermékek (napraforgó maghéj, búzakorpa, kukorica csutka zúzalék, stb.) eltüzelésére is.

### Bezárás
Az erőművet 2011-ben zárta be az amerikai AES cég. A döntés hátterében elsősorban a villamosenergia nagykereskedelmi árának hosszú távú csökkenése állt. Az erőmű alacsony kihasználtság mellett veszteségesen üzemelt, eközben a villamos művek külföldről olcsóbban tudott áramot importálni. Hozzájárult mindehhez a szén- és a biomassza árának emelkedése, valamint a szén-dioxid kibocsátási költségek növekedése is. A bezárás időszakában az erőmű 123 dolgozót foglalkoztatott. A 71 MW kapacitású, biomasszaalapon működő Borsodi Erőmű leállításával egyidejűleg tárgyalásokat indultak annak eladásáról is. A létesítményre még abban az évben egy részvénytársaság vételi ajánlatot tett, de az üzlet meghiúsult. Az AES Borsodi Energetikai Kft-t tizenegy sikertelen pályázat után, a vesztesek által vitatott körülmények között 2014-ben az ukrán FMG-BUD konzorcium vásárolta meg 604 millió forintért. Az erőmű azóta bontás alatt áll.

## Műszaki jellemzők
A gőzfejlesztést tíz darab EKM Bergmann-Borsig gyártmányú, szénportüzelésű kazán biztosította. Egy-egy kazán névleges teljesítménye 76 bar nyomáson, illetve 495 Celsius fokon 100 t/h volt. A kazánok begyújtása olajjal, illetve földgázzal történt, a bennük termelt gőz gyűjtősínes rendszeren keresztül jutott a turbinákig. A szén őrlését, szállítását, befúvását kazánonként négy darab 12 t/h teljesítményű ventilátormalom végezte.
A kondenzációs turbinák hűtését a Sajó folyó biztosította, de a vízszegénység idejére egy tízezer köbméteres, nedves hűtőtorony is épült. A kondenzátorokból kilépő víz egy rekuperációs Kaplan turbinán keresztül jutott vissza a folyóba, mely egy 400 kW-os, 3 kV-on üzemelő aszinkron generátort hajtott.
Az erőmű a borsodi szénbányák gyenge minőségű, 0-20 mm szemnagyságú, kb. 2500 kcal/kg fűtőértékű szenére épült. Az erőmű tüzelőanyag ellátását évtizedeken keresztül javarészt Lyukóbánya biztosította. A szén a Lyukóbánya és Berente között kiépített, 14 km hosszúságú kötélpályán jutott a Szénosztályozóra, majd onnan az erőműbe. Az utolsó években már gépkocsikon is szállították a szenet az erőműbe. Az 1980-as években az erőműben naponta nagyjából 5 000 tonna szenet tüzeltek el. Az üzembiztonság fokozás érdekében 1965-től a Hajdúszoboszlóról vezetéken érkező gázból a tüzelés dúsítására földgáz póttüzelést is alkalmaztak.
A füstgáz által szállított pernyét kezdetben van Tongeren rendszerű mechanikus leválasztók, később NDK gyártmányú, kétfokozatú, 55kV-on üzemelő elektrofilterek szűrték ki. A pernye nagy részét az erőmű keleti oldalánál található Könnyűbetongyár dolgozta fel. A felesleges pernye és salak a zagytérre került.
A turbinák részben kondenzációs, részben pedig elvételes ellennyomású gépek voltak. A kondenzációs turbinák termelték a villamos energiát, az elvételes ellennyomású gépeknél az áramtermelés másodlagos, itt a gőz volt a főtermék. Az indulási beruházások idején hat darab Láng-BBC típusú kondenzációs turbinát telepítettek, alapteljesítményük egyenként 32 MW volt. A hőszolgáltatást három fűtőturbina végezte. Az első időszakban egy 90 t/h gőznyelésű 5 MW teljesítményű elvételes ellennyomású turbinát, később egy 5,8 MW teljesítményű 32 t/h gőznyelésű, majd egy 10 MW teljesítményű 90 t/h gőzelnyelésű turbinát építettek be.
A kondenzációs gépek 44 MVA, a fűtő, illetve ellennyomásos turbinák 2x8,2 MVA, valamint egy 16 MVA névleges teljesítményű, Ganz gyártmányú, háromfázisos, 10,5 kV kapocsfeszültségű generátorokat forgattak. Három 44 MVA-es, valamint a 16 MVA-es generátor 120 kV-ra, a másik három 44 MVA-es, illetve a két 8,2 MVA-es generátor 35 kV-ra dolgozott. A generátorok által termel energiát a 120 kV-os és a 35 kV-os hálózaton négy darab 36 MVA-es kooperációs – úgynevezett K – transzformátor továbbította. A háziüzemet hat 10/3 kV-os, 8 MVA-es, illetve két 35/3 kV-os transzformátor látta el. 
A 120 kV-os rendszer öt távvezetéken kapcsolódott az országos hálózatba, így Miskolc-nyugati, Felsőzsolca és Sajóivánka alállomásokhoz. 35 kV-on közel húsz kimenő vonalat táplált az erőmű, melyek a környező üzemeket és bányákat (Nitrogén I-II-II., BVM I-II-III., Berente, Felsőnyárád, Edelény, Sajóecseg, Barcika, Lyukóbánya, Szénosztályozómű, Könnyűbetongyár, Sajóbábony) látták el. A villamos vezénylő közvetlen kapcsolatban állt az országos teherelosztóval.
A kilenc turbinával és generátorral – plusz rekuperációs géppel – a beépített legnagyobb teljesítmény hivatalosan 200 MW volt.
A biomasszára történő tüzelőanyagváltás után az erőműben a leállításig két darab szénpor-fapor tüzelésű kazán és két darab hibrid-fluidágyas biomassza kazán üzemelt. Három 30 MW-os kondenzációs turbina, valamint két elvételes-ellennyomásos gőzturbina volt található, 71 MW kapacitással.

## A Borsodi Hőerőmű szolgáltatói kapcsolatai

### Központi Szénosztályozómű
Az 1950-es években készült a hozzá tartozó kötélpályarendszerrel együtt. Feladata a térség 40 bányájának szénelőkészítése, a különböző fűtőértékű és hamutartalmú borsodi aknaszénből az egységes minőségű nagyfogyasztói és háztartási szén előállítása volt. A meddővel kiválogatott félterméket, a 25 mm-re letört középterméket, a lemosó szitákon visszanyert 0,5-10 mm-es szemnagyságú szenet a száraz elválasztás 0-20 mm-es szemnagyságú termékével együtt az erőmű használta fel. Az erőmű és a szénosztályozó között egy 1800 méter hosszú, 450 t/h teljesítményű szállítószalag épült. 2004 januárjában a Kötélpálya Üzemmel együtt a Központi Szénosztályozó megszűnt.

### Könnyűbetongyár
1963-ban állt üzembe Magyarország akkor első gázszilikát- és gázbeton gyára, a Könnyűbetongyár. Döntő szempont volt helyének kijelölésében a Borsodi Hőerőmű közelsége, ahonnan a gázszilikát alapanyaga, az erőmű porszénhamuja érkezett. A gyár 1999-ben bezárt, később a BorsodChem tulajdonába került.

## Munkásjóléti intézmények
- A Négyesi-Szepessy család klasszicista stílusú, XVII. században épült berentei kastélyának területén az 1950-es évek elején épült fel a Hőerőmű lakótelep. A kastélyban is az erőmű munkatársai kaptak lakást.[21] [22]
- Kazincbarcikán a Kiserőmű lakótelepe a Borsodi Hőerőmű dolgozóinak nyújtott lakhatási lehetőséget.
- Az 1950-es évek második felében az erőmű keleti oldalánál 300 fő befogadására képes munkásszálló, az úgynevezett Legényszálló épült.
- Miskolc-Tapolcán téli-nyári használatra is alkalmas üdülő épült.[23]

## Érdekességek
1957-től a bezárásig díszítette a Munkácsy-díjas Megyeri Barna szobrászművész Prométheusz című, vörösrézlemez domborítású, 180 centiméter magas alkotása az erőmű bejárati épületének homlokzatát. A domborművet 2018 áprilisában távolították el a lebontásra váró épületről, 2019. július 3-án került új helyére, a Berentei Művelődési Ház és Könyvtár homlokzatára.